# پناهگاه‌های صخره‌ای بهیمبتکا
پناهگاه‌ها و غارهای سنگی بهیم بتکا واقع در منطقه رایسن در ایالت مادایا پرادش هندوستان قرار دارد. این پناهگاه‌ها، اولین نشانه‌های زندگی انسان در این سرزمین است. بررسیهای انجام شده نشان می‌دهد که برخی از این پناهگاه‌ها، بیش از ۱۰۰ هزار سال محل سکونت انسان بوده‌است. بعضی از نقاشیهای صخره‌ای روی بدنه ی این سکونتگاه‌ها متعلق به ۳۰ هزار سال قبل است.این سایت باستانشناسی دردر سال ۲۰۰۳ در فهرست میراث جهانی یونسکو قرار گرفت.